# Березовой (приток Чепурки)
Березовой — ручей в балке Березовой, протекает по Саратовской области России. Устье реки находится в 19 км по левому берегу реки Чепурка, в районе урочища Никитовка, между селом Рязановка и селом Малая Екатериновка.
Длина реки составляет 12 км, площадь бассейна — 60,3 км². У истока, в районе хутора Берёзовый, река запружена (Верхний пруд), в среднем течении имеется ещё одна крупная запруда (пруд Казённый).

## Данные водного реестра
По данным государственного водного реестра России относится к Донскому бассейновому округу, водохозяйственный участок реки — Терса, речной подбассейн реки — Бассейн прит-в Дона м/д впад. прит-в Хопра и С. Донца. Речной бассейн реки — Дон (российская часть бассейна).
Код объекта в государственном водном реестре — 05010500711107000008671.